# 華美頭孔電鰻
華美頭孔電鰻，為輻鰭魚綱電鰻目線翎電鰻科的其中一種，為熱帶淡水魚，分布於南美洲奧里諾科河、黑河等流域，體長可達33.9公分，棲息在底中層水域，生活習性不明。

## 扩展阅读
維基物種上的相關：華美頭孔電鰻